# Bombus variabilis
El abejorro cuco variable o Bombus variabilis es una especie de abejorro cuco, un himenóptero apócrito de la familia Apidae. Es una especie nativa de América del Norte y se extiende hasta Guatemala.
Es de aspecto parecido a Bombus insularis, pero con mayor extensión de pelos negros. Es un parásito social de Bombus pensylvanicus; más al sur parasita a Bombus sonorus. 

## Estado de conservación
La especie está incluida en la IUCN Redlist como una especie en peligro crítico de extinción desde el año 2014.

## Taxonomía
Bombus variabilis fue descrito originalmente por el entomólogo estadounidense Ezra Townsend Cresson y publicado en Hymenoptera Texana de Transactions of the American Entomological Society: 284 en 1872.
Basónimo
- Apathus variabilis Cresson, 1872

Sinonimia
- Psithyrus variabilis Cresson, 1872[4]
- Apathus intrudens Smith, 1861
- Psithyrus guatemalensis Cockerell, 1912
- Psithyrus sololensis Franklin, 1915
- Psithyrus mysticus Frison, 1925

## Galería

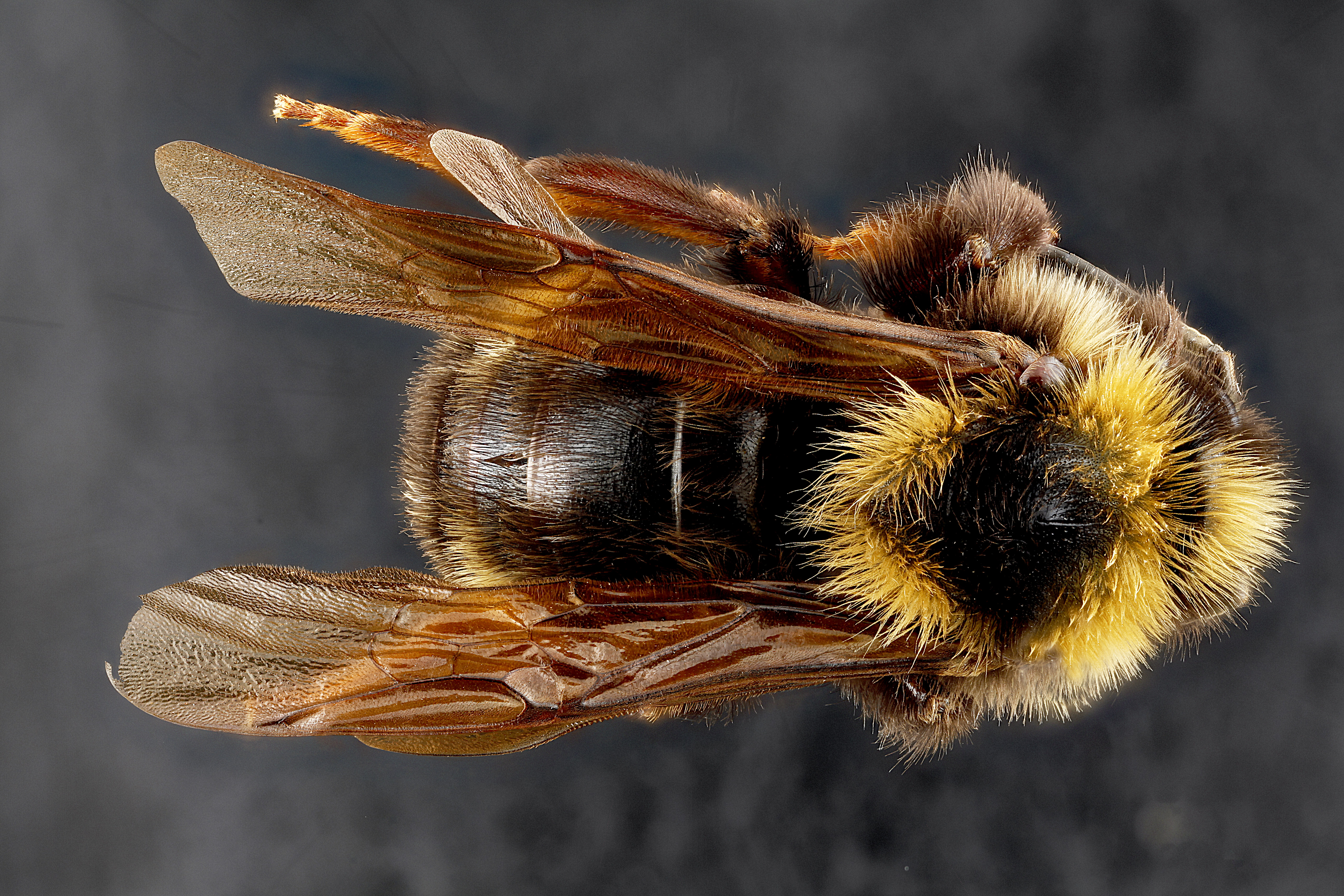
Bombus variabilis desde arriba, macho, St. Mary's County, Maryland (2012).
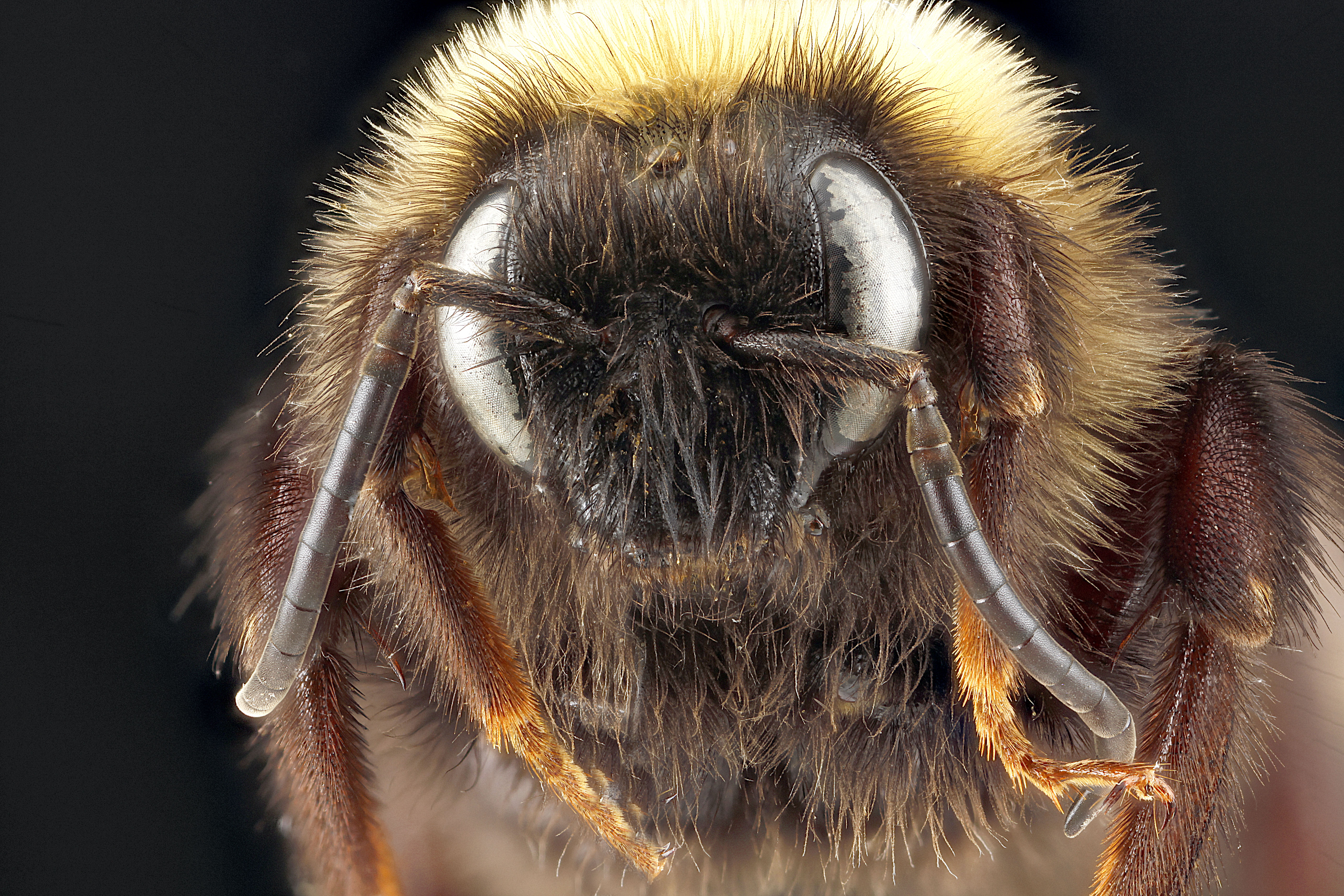
Rostro de Bombus variabilis, macho, St. Mary's County, Maryland (2012).